# Licodione 2'-O-metiltransferasi
La licodione 2'-O-metiltransferasi è un enzima appartenente alla classe delle transferasi, che catalizza la seguente reazione:
S-adenosil-L-metionina + licodione ⇄ S-adenosil-L-omocisteina + 2′-O-metillicodione
Così come il licodione (o 1-(2,4-diidrossifenil)-3-(4-idrossifenil)-1,3-propandione), anche il 2′′-idrossi derivato e la isoliquiritigenina possono agire come accettori, ma la reazione è più lenta.